# Rio Fibiş
O Rio Fibiş é um rio da Romênia, afluente do Beregsău, localizado no distrito de Timiş.